# Nicholson Baker

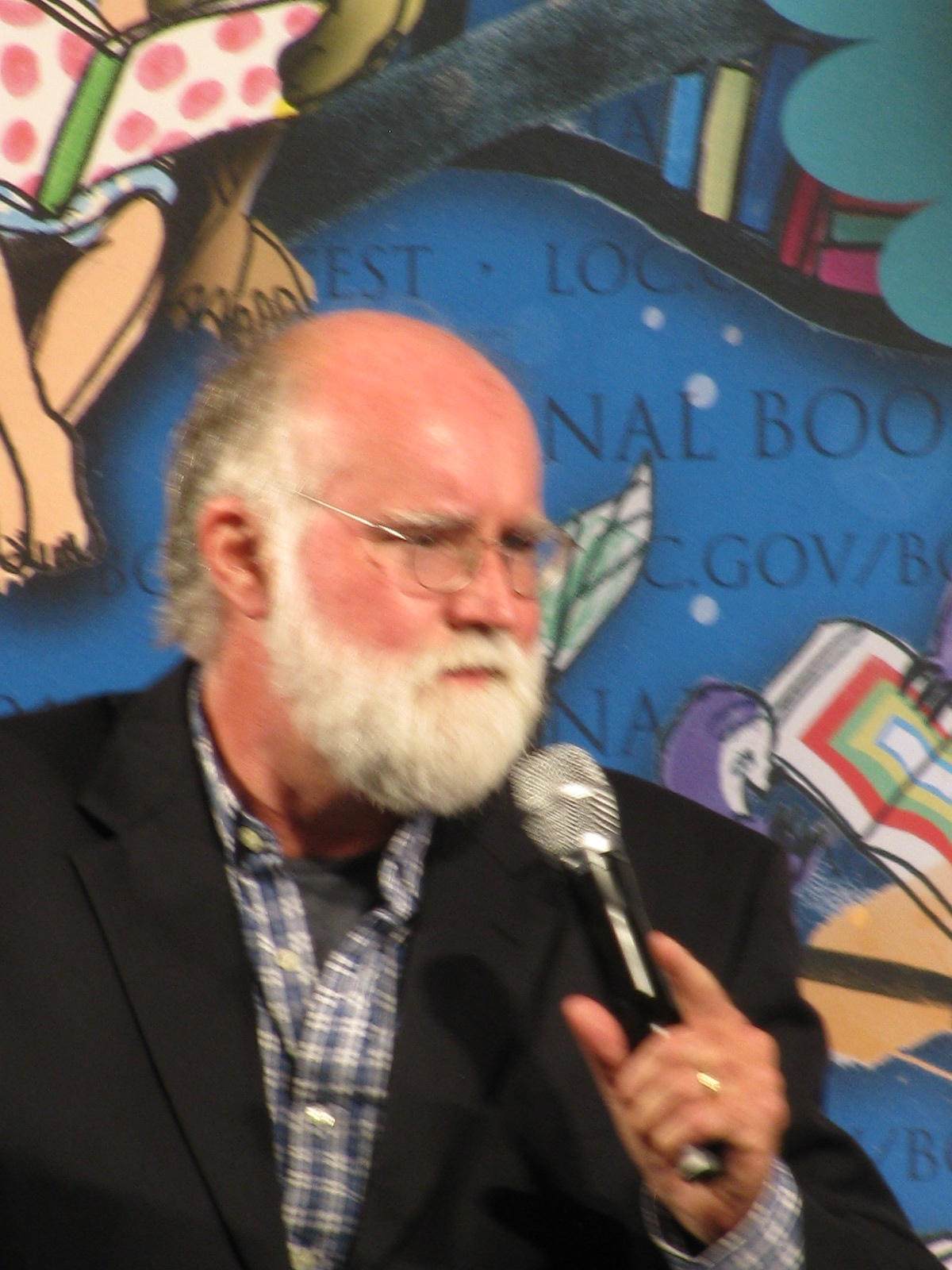
Nicholson Baker (2013)

Nicholson Baker (* 7. Januar 1957 in New York) ist ein US-amerikanischer Schriftsteller. Er ist sowohl als Romancier als auch als Essayist bekannt. Seine Bücher liegen in deutscher Übersetzung, vorwiegend bei Rowohlt, vor. Die Jury des Calwer Hermann-Hesse-Preises bezeichnete Baker anlässlich der Preisverleihung 2014 als „großen Beschreibungs- und Benennungskünstler der US-Gegenwartsliteratur“.

## Leben
Nicholson Baker wuchs in Rochester auf, studierte zunächst Musik an der dortigen Eastman School of Music und danach von 1975 bis 1979 englische Literaturwissenschaft am Haverford College. Er ist seit 1985 mit seiner Frau Margaret verheiratet und hat eine Tochter und einen Sohn. Er lebt mit seiner Familie in South Berwick, Maine.

## Werk
Baker schreibt unter anderem für die Zeitschriften The New Yorker, The Atlantic Monthly, The New York Review of Books und Esquire.
1991 veröffentlichte er den Essay U and I : A True Story, eine Hommage an sein literarisches Vorbild John Updike. Weitere Essays erschienen 1996 unter dem Titel The Size of Thoughts : Essays and Other Lumber; in der deutschen Veröffentlichung von 1998 sind beide Titel in einem Band zusammengefasst, wobei allerdings Lumber, der mit über 130 Seiten umfangreichste Essay aus The Size of Thoughts, weggelassen wurde.
Schon sein erster Roman Rolltreppe oder Die Herkunft der Dinge setzt die Standards für Bakers späteres Werk: Hier reflektiert ein Angestellter während eines Arbeitstages vor allem über gewöhnliche Gegenstände. Ihm sind innerhalb eines Tages zwei Schnürsenkel gerissen, und schon kommt eine Denklawine ins Rollen, die vor nichts Halt macht. Plastiktrinkhalme, Eisschalen, die Kunst, eine Serviette in einen Mülleimer zu werfen, ohne den Deckel mit der eigenen Haut berühren zu müssen – vor allem die oberflächlich unwichtigen Dinge haben es dem Protagonisten Howie und wohl auch seinem Autor angetan. Baker verzichtet, abgesehen vom Tagesablauf, fast völlig auf Handlungs- und Erzählstränge, stattdessen unterbricht er den Fluss durch teils aberwitzige Fußnoten; Baker lässt die Dinge scheinbar laufen, dies aber äußerst kunstvoll und mit viel Humor, den Eike Schönfeld ins Deutsche gerettet hat. Exemplarisch ist dieser Erstling, weil Baker schon hier bewies, dass er „wunderbare in ihre Gegenstände vernarrte und zugleich in ihrer Besessenheit durchgeknallte Bücher über Rolltreppen, Babynasen, Telefonsex, Zündhölzer und, ja doch, Kriegstreiber“ schreiben kann.
In seinem Roman Vox (1992) schildert er den Telefonsex zwischen einem Mann und einer Frau. Das Buch besteht aus einem einzigen langen Dialog und handelt von erotischen Phantasien, die mit einem unbekannten Partner verbal ausgelebt werden. In der Lewinsky-Affäre spielte das Buch eine Rolle, weil Lewinsky es angeblich Bill Clinton geschenkt hatte. Der Sonderermittler Kenneth Starr versuchte deswegen eine Verfügung gegen zwei Buchhandlungen zu erwirken, die ihre Kundendaten herausgeben sollten. Dies wurde von Baker öffentlich kritisiert.
Die Fermate (1994) erzählt vom Akademiker und Zeitarbeiter Arno Strine, der die Gabe hat, wann immer er will den Fluss der Zeit anzuhalten. Anstatt die so entstehenden Zeitlücken für die tatsächlich kreativen Aktivitäten zu nutzen, die seine geistige Kapazität durchaus hergeben würde, beschränkt er sich darauf, in immer neuen Variationen Frauen – ihm bekannten Frauen und auch wildfremden – anonym und ungebeten surreale erotische Erlebnisse zu verschaffen.
Viel beachtet wurde sein Sachbuch Double Fold (2001, deutsch: Der Eckenknick), eine Streitschrift gegen das Vernichten von Originalen mikroverfilmter Bestände durch Bibliotheken in den USA. Der Titel spielt auf die Faustregel an, dass nach nur zweimaligem Knicken der Ecke einer Seite eines Buches oder einer Zeitung der Erhaltungszustand des Mediums erkennbar sei. Um Zeitungen vor der Makulierung zu retten, gründete er das gemeinnützige American Newspaper Repository, kaufte seit 1999 umfangreiche Bestände auf und bewahrte sie in einem Lagerhaus auf. Die Sammlung wurde im Frühjahr 2004 an die Bibliothek der Duke University übergeben.
In seinem Roman Checkpoint (2004) beschreibt Baker einen geplanten Mordanschlag auf den amtierenden Präsidenten der USA, George W. Bush, während des Wahlkampfs, was in den USA eine ethische Debatte auslöste. In dem Buch wendet sich Baker erstmals politischen Themen wie dem Irakkrieg zu.
Sein Buch Human Smoke (2008) über den Zweiten Weltkrieg erregte in den USA und England starkes Aufsehen, weil es antisemitische Tendenzen und eine Mitschuld am Entstehen und Verlauf des Zweiten Weltkrieges bei den Führungspersönlichkeiten der westlichen Alliierten (Winston Churchill, Franklin D. Roosevelt) unterstellt bzw. durch zeitgenössische Quellen zu belegen sucht (Revisionismus, Kriegsschuldfrage).
In seinem Essay The Charms of Wikipedia erklärt Baker, wie er sich vom begeisterten Nutzer in einen zeitweilig geradezu süchtigen Wikipedia-Autor verwandelte: „Was mich schließlich ganz und gar hineinzog, war der Versuch, Artikel vor dem Löschen zu retten.“ Mit Presse-Zitaten und Recherchen kämpfte Baker zeitweise für den Erhalt eines vermeintlich randständigen Wissens in der Wikipedia.
Im Roman The Anthologist (2009) reflektiert ein nicht mehr ganz junger, aber fast unbekannter Autor, dessen Schreib- und Liebeskarriere nach eigenem Urteil gerade floppt, beim Verfassen einer Poesie-Anthologie über poetische und persönliche Probleme.
Das Buch House of Holes : A Book of Raunch (2011, deutsch: Haus der Löcher) handelt auf humorvolle, verspielte Art von „Pornographie“, von allen erdenklichen Spielarten erwachsener sexueller Praktiken und Phantasien. Das Werk ist weniger ein Roman, sondern eher eine Sammlung von thematisch verwandten, ineinander verschränkten Einzelerzählungen oder Novellen.
Im September 2013 gab es unter dem Titel Travelling Sprinkler (deutsch: Das Regenmobil, 2016) die Fortsetzung zu The Anthologist um die kauzige Hauptfigur Paul Chowder. Baker schildert darin u. a., wie Paul die Musik für sich wiederentdeckt und die Rolle seines Instrumentes, des Fagotts, sowie musikalischer Strukturelemente in der Klassik. Er beschließt, anstelle von Gedichten künftig Pop- und Protestsongs zu verfassen, und rüstet sich mit der entsprechenden digitalen Soft- und Hardware zur Eigenproduktion tanzbarer Stücke aus. Versuche mit Tabak als Neurostimulans, Reflexionen über den U.S.A.-Drohnenkrieg, Besuche im Sportstudio und bei der Quäkerandacht, Musikmeditationen im Auto sowie die fürsorgliche Sehnsucht nach der verflossenen Rosslyn ergänzen den musikalischen Rundumschlag. Die titelgebende Sammlung historischer und beweglicher Rasensprenger übersteht den Zusammenbruch seiner literarischen Kreativscheune nur knapp.
Zuvor in verschiedenen Zeitschriften veröffentlichte Essays erschienen auf Deutsch 2015 gesammelt unter dem Titel So geht's.
Amerikanische Originalausgaben:
The World on Sunday : Graphic Art in Joseph Pulitzer's Newspaper (1898 - 1911)  Gemeinsam mit seiner Ehefrau Margaret Brentano veröffentlicht Baker 2005 einen opulenten, farbigen Bildband im Grossformat als Reprint der besten graphischen Blätter der damals meistgelesenen amerikanischen Sonntagszeitung. In seinem einführenden Essay beschreibt Baker den besonderen Charakter einer typischen „Sonntagszeitung“ mit feuilletonistischen, kulturkritischen und unterhaltenden Elementen und weist dabei auf die historischen Wurzeln des Comics und des literarischen Genres „Graphic Novel“ hin.
Substitute. Going to school with a thousand kids (2014). Baker schildert seine Erlebnisse und Erfahrungen als Aushilfslehrer für einen Monat an verschiedenen öffentlichen Schulen seines Heimatbundesstaates Maine. USA-spezifische reformpädagogische Reflexionen in der Nachfolge Rousseaus, Pestalozzi, Fröbel, Montessori, Steiner e.a. wurden vom Rowohlt Verlag für den deutschen Buchmarkt als nicht relevant eingeschätzt.
Baseless. My Search for Secrets in the Ruins of the Freedom of Information ACT (2020) enthält eine Chronik und Resultate einer jahrelangen Suche nach Geheimdokumenten der amerikanischen Regierung aus den 1950er Jahren (u. a. Korea-Krieg).
Finding a Likeness. How I got somewhat better at Art. Penguin Press, 2024. Ein Bilderbuch. Baker berichtet von seinem mentalen Rehabilitationsprogramm in der bildenden Kunst. Ein autodidaktischer Erfahrungsbericht nach „allen Regeln der Kunst“ incl. online tutorials, Lernprogrammen, klassischen Kursen und Akademiebesuchen. Nicholson kehrt bis in seine Kindheit zurück, die er in einer Familie mit zwei malenden Eltern verbrachte, erheblichen Einfluss auf diese kreative Pirouette zum Bilderbuch dürfte auch seine Ehefrau Margareth Brentano haben.

## Musik
Parallel zur Arbeit an Travelling Sprinkler veröffentlichte der Autor 2012 in der Zeitschrift The New Yorker und auf der Plattform YouTube einen eigenen Song mit dem Titel Jeju Island. Es handelt sich um einen melancholischen Sprechgesang mit Klavierbegleitung, in dem Baker die geplante militärstrategische Nutzung der Insel Jeju im ostchinesischen Meer durch Südkorea und die USA sowie die Beteiligung des koreanischen Medienkonzerns Samsung beklagt. Weitere Songs folgten. Das Lied A Whistleblower song ist der US-Armeeangehörigen Branning gewidmet. Die Struktur der Lieder ähnelt den Kompositionsrezepten, die Paul Chowder (die Hauptfigur in Anthologist und Traveling Sprinkler) bei seinen versunkenen kathedralen Meditationen (Claude Debussy) im Kia Rio entwickelt und im Tabak- und Erdnussbuttercrackerrausch auf seiner „Logic“-softwaregestützten E-Klaviatur zum Besten gibt.
Baker selbst beschrieb seine Motivation und die Entstehung der Vier Protestsongs im New Yorker.

## Auszeichnungen
- 1997: James Madison Freedom of Information Award
- 2001: National Book Critics Circle Award für Double Fold
- 2014: Calwer Hermann-Hesse-Preis mit seinem Übersetzer Eike Schönfeld

## Werke
In deutscher Übersetzung
- Rolltreppe oder die Herkunft der Dinge. 1991, ISBN 3-498-00530-8
- Vox. 1992, ISBN 3-498-00560-X
- Zimmertemperatur. 1993, ISBN 3-498-00541-3
- Die Fermate. 1994, ISBN 3-498-00575-8
- U & I – Wie groß sind die Gedanken? Essays. 1998, ISBN 3-498-00559-6
- Norys Storys. 2000, ISBN 3-498-00605-3
- Eine Schachtel Streichhölzer. Rowohlt, Reinbek 2004, ISBN 3-498-00627-4.
- Checkpoint. Rowohlt, Reinbek 2004, ISBN 3-498-00642-8
- Der Eckenknick oder wie die Bibliotheken sich an den Büchern versündigen. Rowohlt, Reinbek 2005, ISBN 3-498-00626-6[15]
- Menschenrauch. Wie der Zweite Weltkrieg begann und die Zivilisation endete. Deutsch von Sabine Hedinger und Christiane Bergfeld. Rowohlt, Reinbek 2009, ISBN 978-3-498-00661-7[16]
- Der Anthologist. Deutsch von Matthias Göritz und Uda Strätling. C.H. Beck Verlag, München 2010, ISBN 978-3-406-59843-2[17]
- Haus der Löcher. Deutsch von Eike Schönfeldt. Rowohlt, Reinbek 2012, ISBN 978-3-498-00671-6[18][19]
- So geht's. Essaysammlung. Rowohlt, Reinbek 2015, ISBN 978-3-498-00674-7[20][21]
- Das Regenmobil. Rowohlt, Reinbek 2016, ISBN 978-3-498-00675-4

Bislang noch nicht übersetzte Originalausgaben
- Subsoil. Short Story, erschienen in: The New Yorker, 27. Juni 1994[22]
- The World on Sunday : Graphic Art in Joseph Pulitzer's Newspaper (1898 - 1911) , 2005
- Substitute. Going to School with a Thousand Kids. Blue Rider Press, 2016, ISBN 978-0-399-16098-1
- Baseless. My Search for Secrets in the Ruins of the Freedom of Information ACT. Penguin Press, 2020,
- Finding a Likeness. How I got somewhat better at Art. Penguin Press, 2024, ISBN 978-0-7352-1575-7

## Interviews
- Man kann die Menschen nicht zum Guten bombardieren. (Memento vom 15. März 2008 im Webarchiv archive.today) In: Süddeutsche Zeitung. 13. März 2008.
- Dieses Gefühl der inneren Qual. In: Der Spiegel. Nr. 19, 2008 (online).